# BUTTERFLY/지금 보고 싶어서…
〈BUTTERFLY/지금 보고 싶어서…〉(일본어: BUTTERFLY/いま逢いたくて… 바타후라이/이마아이타쿠테[*])는 2013년 12월 4일에 제인 레코드에서 발매된 다이고의 싱글이다.

## 개요
- 초회한정반A는 〈BUTTERFLY〉의 프로모션 비디오를 초회한정반B 〈지금 보고 싶어서…〉의 프로모션 비디오 수록. 통상반은 DAIGO☆STARDUST 시절의 노래 〈ROCK THE PLANET〉의 리믹스 버전.
- 초회한정반B를 제외한 자켓은 〈BUTTERFLY〉를 의식하기 위해서 비주얼 컨셉트를 나비로 했다[1].

## 수록곡
전체 작사·작곡: 다이고

### 초회한정반A
1. BUTTERFLY
  - 편곡: 이다 마사히코

프로모션 비디오는 다이고의 솔로로는 처음으로 댄스를 넣었다
2. 지금 보고 싶어서…(いま逢いたくて…)
  - 편곡: 타쿠미 마사노리

#### 특전 DVD
〈BUTTERFLY〉 Music Clip＋Music Clip off shot

### 초회한정반B
1. 지금 보고 싶어서…
2. BUTTERFLY

#### 특전 DVD
〈지금 보고 싶어서…〉 Music Clip＋Music Clip off shot

### 통상반
1. BUTTERFLY
2. 지금 보고 싶어서
3. ROCK THE PLANET (2013 HYPER CLUB MIX)
DAIGO☆STARDUST 명의의 3번째 싱글의 리믹스 버전.

## 타이업
- TV 아사히계 《Break Out》 12월 오프닝 트랙[2]. (통상반 #1)
- 트레이딩 카드 게임 《카드파이트!! 뱅가드》 공식 이미지 송, CM 송. (초회한정반A·통상반 #1/초회한정반B #2)
- ytv 제작 닛폰 TV계 《명탐정 코난》 닫는 곡[2]. (초회한정반A · 통상반 #2/초회한정반B #1)